# Dick Jol
Dirk (Dick) Zier Gerardus Jol (Scheveningen, 29 maart 1956) is een voormalig Nederlands scheidsrechter en speler in het betaald voetbal.

## Voetballer
Als profvoetballer speelde Jol onder meer bij N.E.C. en in België bij K.V. Kortrijk.

## Scheidsrechter
In 1985 floot Jol zijn eerste wedstrijd bij de amateurs om uiteindelijk in 1992 in de A-categorie uit te komen. Hij maakte zijn debuut in de hoogste afdeling op 26 oktober 1991 in het eredivisieduel tussen SVV/Dordrecht '90 en Fortuna Sittard (2-1). Jol deelde in die wedstrijd één gele kaart uit en wel aan Henk Duut van Fortuna Sittard.
Vanaf 1993 stond Jol negen jaar lang op de internationale lijst van arbiters. In 2000 was hij arbiter bij het WK voor clubteams in Brazilië en floot hij de finale. Daarnaast was hij actief op het EK 2000 in Nederland en België. In 2001 was Jol scheidsrechter bij de finale van de Champions League tussen Bayern München en Valencia.
Met ingang van januari 2007 ging Jol weer profduels leiden. Nadat hij eerder weigerde de nieuwe cao voor arbiters te aanvaarden, heeft hij alsnog een contract gesloten met de KNVB dat liep tot eind 2009. Op 20 oktober 2007 trok Jol zijn 1000e gele kaart in de Eredivisie. Civard Sprockel van Vitesse had de twijfelachtige eer deze gele kaart in ontvangst te mogen nemen. In het seizoen 2007/2008 werd Jol gekozen tot scheidsrechter van het jaar; hij ontving hiervoor de Gouden Kaart.
Met ingang van 14 juli 2008 besloot Jol definitief een punt achter zijn carrière te zetten. Jaap Uilenberg had Jol te verstaan gegeven dat hij niet meer bij de tien beste scheidsrechters van de afgelopen twee seizoenen behoorde en daarmee het daaropvolgende seizoen (2008-2009) minder grote wedstrijden zou gaan fluiten en daarmee ook minder zou gaan verdienen. Dit leidde tot een conflict. Uiteindelijk kwamen de KNVB en Jol een afkoopregeling overeen, waarbij hij tot 31 december 2009 salaris doorbetaald kreeg.
Als gevolg van het conflict wilde de KNVB vermijden dat Jol de afscheidswedstrijd van voetballer Jaap Stam mocht fluiten. Stam had Jol persoonlijk gevraagd de wedstrijd te fluiten. KNVB-scheidsrechtersbaas Uilenberg wilde Luinge echter voor deze wedstrijd aanstellen. Jol dreigde met een kort geding en wilde een schadevergoeding eisen als de KNVB zijn zin doorzette. De KNVB stemde uiteindelijk in en Jol mocht de wedstrijd fluiten.

## Bekende Nederlander
- Begin 2007 was Jol te zien in het zevende seizoen van Wie is de Mol?. Jol was daarin niet de Mol, hij viel in aflevering 6 af.
- Vanaf 2007 was Jol de vaste starter van het televisieprogramma Te land, ter zee en in de lucht. Hij trad hiermee in de voetsporen van onder meer Martin Barèl, Hans Versnel, Johan Vlemmix en oud-scheidsrechter John Blankenstein.
- Jol was ook te zien in onder meer Dit was het nieuws (2005), 71° Noord (2009), Ik hou van Holland (2010), De Jongens tegen de Meisjes (2012), De Slimste Mens (2013) en Welkom bij de Kamara's (2013).
- In 2014 nam Jol samen met zijn partner Zaklina Ivkovic deel aan het RTL 4 televisieprogramma Jouw Vrouw, Mijn Vrouw VIPS.
- In 2022 deed Jol mee aan het televisieprogramma De Alleskunner VIPS, waar hij als 61ste eindigde.

## Vermeend gokken op eigen wedstrijden
In 1995 werd Jol door de KNVB een half jaar op non-actief gesteld. Hij werd in het TROS-programma Deadline van Jaap Jongbloed ervan beschuldigd in het illegale gokcircuit geld in te zetten op door hem geleide wedstrijden. De vermeende weddenschappen zouden geplaatst zijn bij de groenteboer. De bron bleek een onbetrouwbare getuige te zijn, een bron die in de rechtszaken noch door de KNVB, noch door Jol werd opgeroepen te getuigen. De KNVB nam het standpunt in dat door de geruchten de scheidsrechter en daarmee de bond in (al dan niet terecht) diskrediet was gebracht. Bij het eerste kort geding wordt de voetbalbond in het gelijk gesteld. Echter bij het hoger beroep wordt aangegeven dat voor de beschuldigingen onvoldoende bewijs is en dat de KNVB te weinig inspanningen heeft geleverd de geruchten te onderzoeken en daarmee de scheidsrechter ten onrechte op non-actief geplaatst heeft. De rechtbank veroordeelde de KNVB een schadevergoeding te betalen voor de gederfde inkomsten.
Door de supporters in het voetbalstadion werd met liedjes nog vaak gerefereerd aan de affaire ("Jol die weet de uitslag al" en "Ga maar naar de groenteboer").

## Taakstraf
Eind november 2015 heeft Jol een buurman en zijn vriendin mishandeld met een metalen steigerdeel van ruim anderhalve meter lang. Ook heeft hij ze met de dood bedreigd. De twee reden met een scooter over de stoep in Scheveningen. Hij werd veroordeeld voor bedreiging en mishandeling tot een taakstraf van 150 uur.